# Urtaca
Urtaca is een gemeente in het Franse departement Haute-Corse (regio Corsica) en telt 172 inwoners (1999). De oppervlakte bedraagt 31,26 km², de bevolkingsdichtheid is 5 inwoners per km².
De onderstaande kaart toont de ligging van Urtaca met de belangrijkste infrastructuur en aangrenzende gemeenten.

## Demografie
Onderstaande figuur toont het verloop van het inwonertal.
Vanwege een beveiligingsprobleem met de MediaWiki Graph-software is het momenteel niet mogelijk deze grafiek weer te geven. Zodra de software is bijgewerkt zal de grafiek vanzelf weer zichtbaar worden.

## Foto's

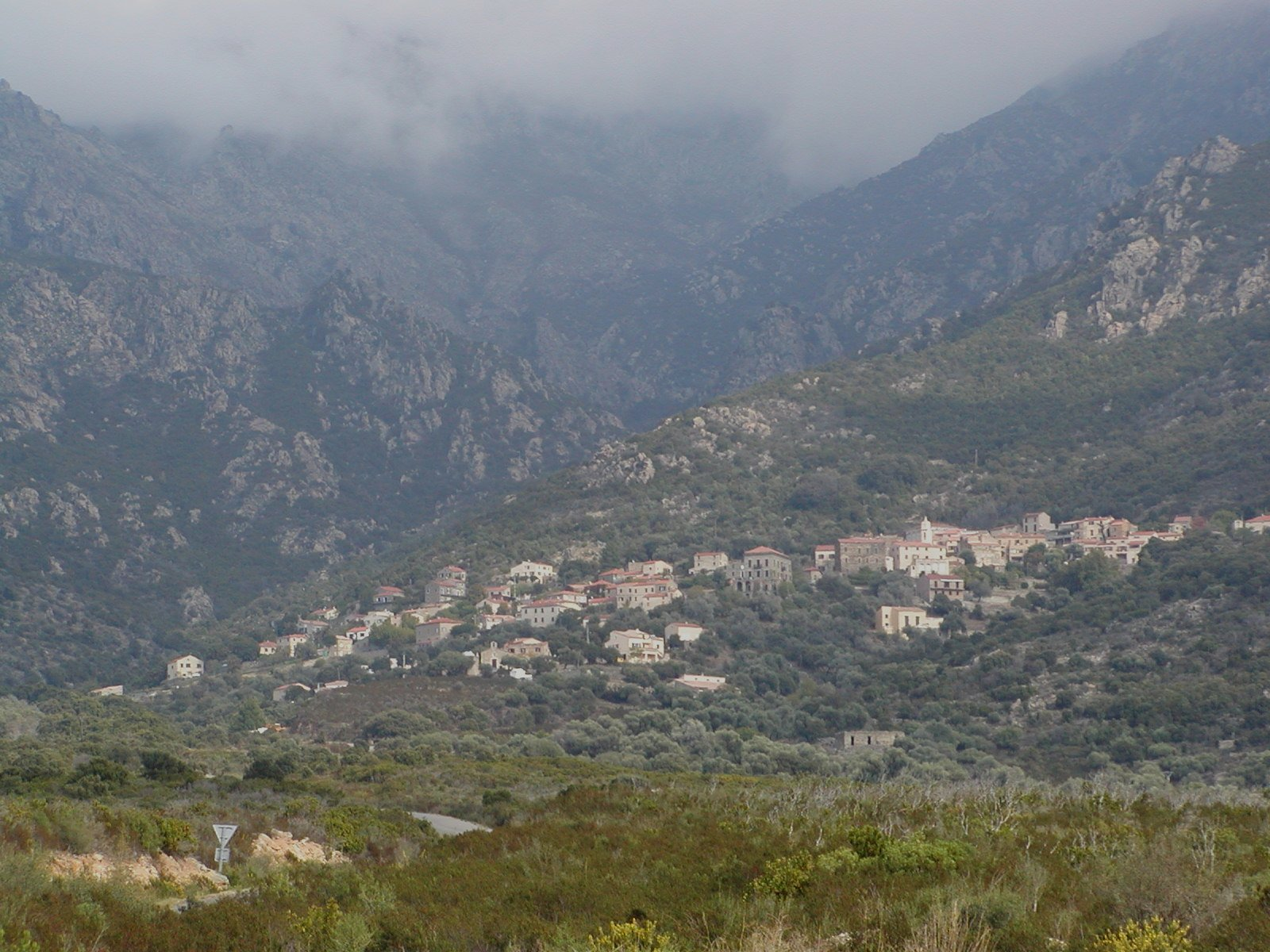
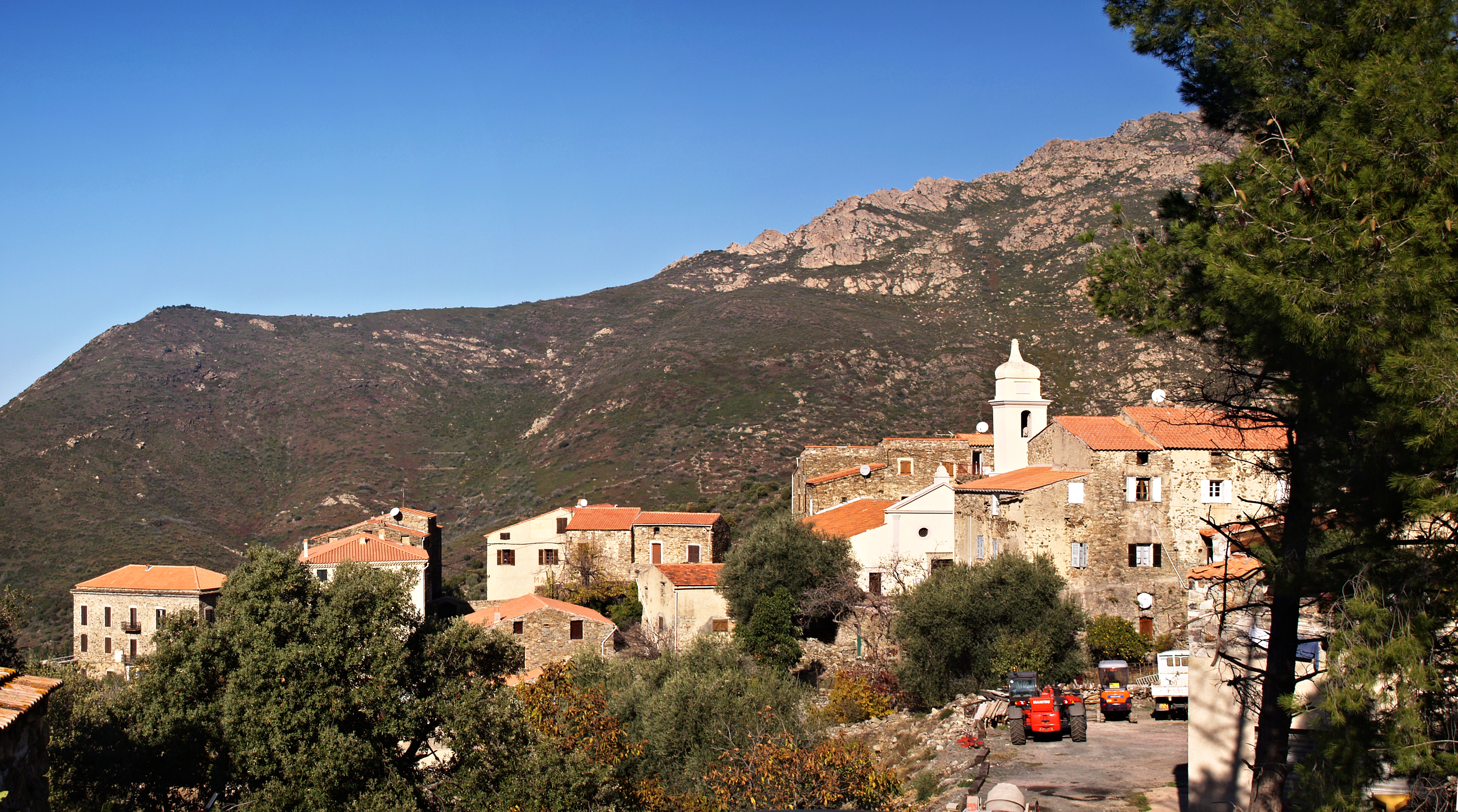
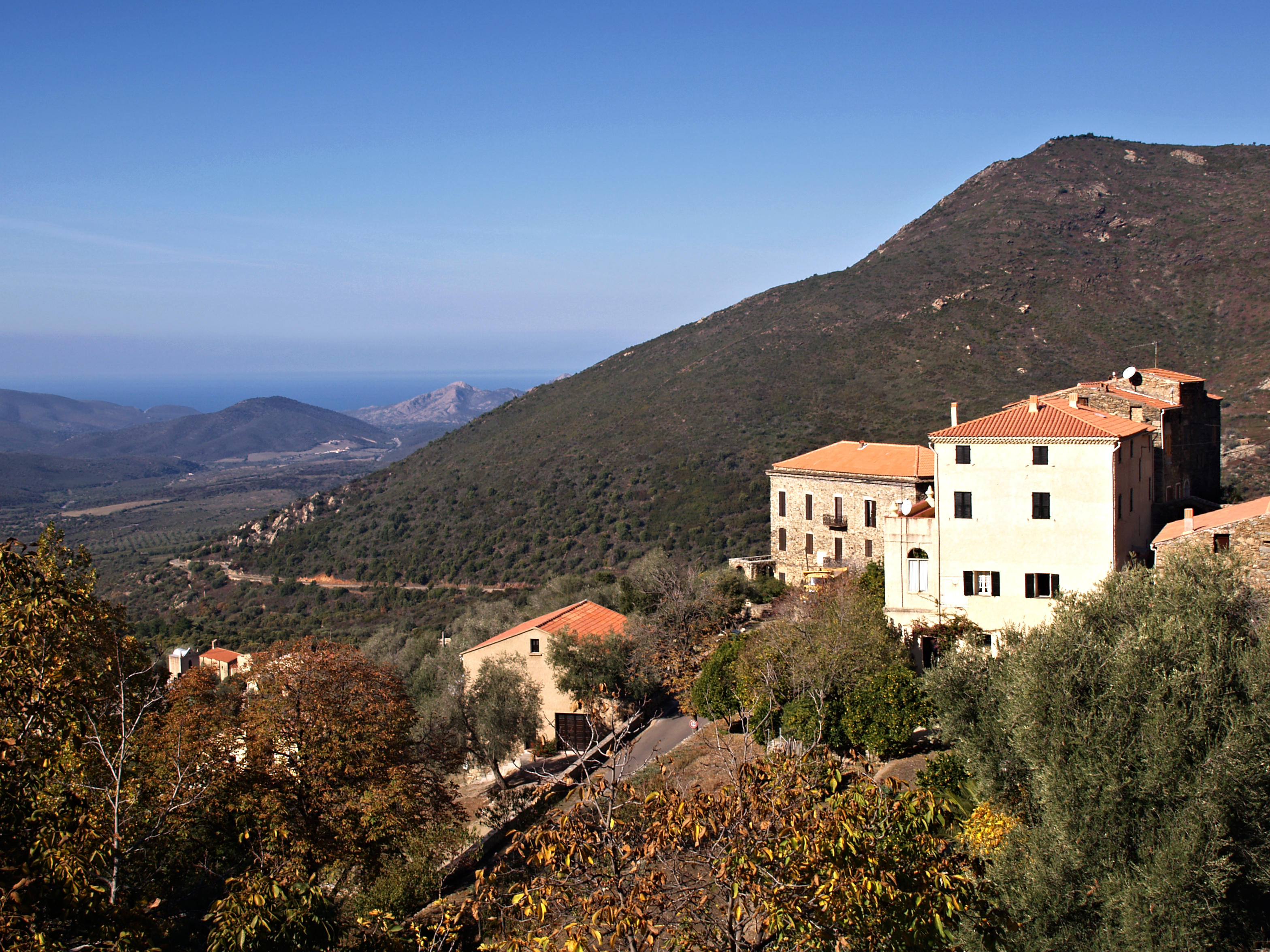
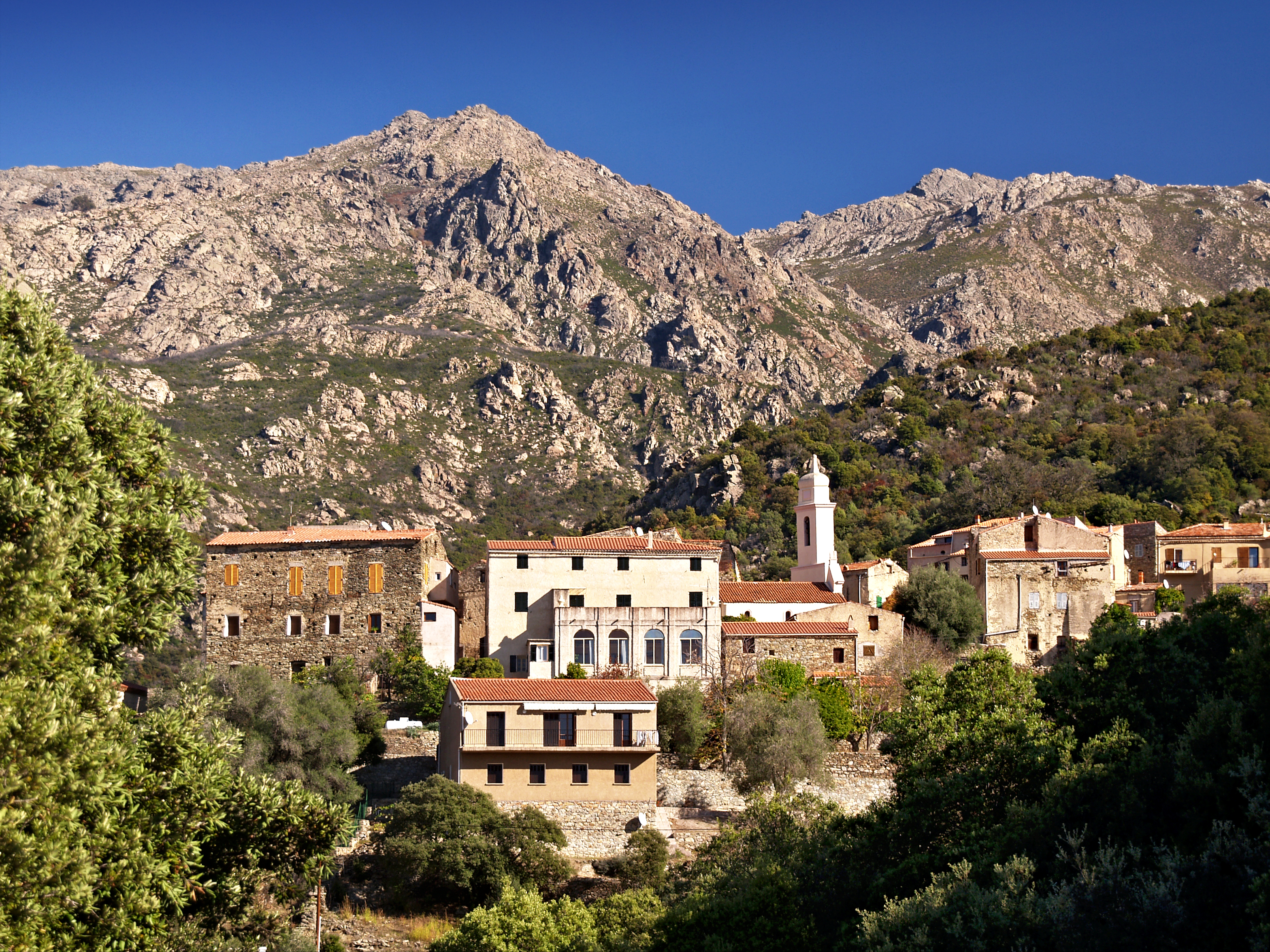